# Потомак
Пото́мак (англ. Potomac МФА: [pəˈtoʊmək]) — річка на сході США, що впадає в Атлантичний океан.
Довжина близько 665 км. (за іншою оцінкою близько 460 км). Площа басейну порядку 38 тис. км² — за цим параметром Потомак займає четверте місце серед атлантичних річок США, серед всіх річок країни — 21-е місце.

## Географія
Річка утворюється при злитті Південного рукава Потомака і Північного рукава Потомака у м. Камберленд в штаті Меріленд. Північний рукав бере початок біля так званого Каменя Фейрфакса в Західній Вірджинії і тече на північний схід. Південний рукав бере початок біля села Хайтаун у Вірджинії і також тече на північний схід. Після їх злиття Потомак повертає на південний східі тече через Вірджинію до впадання в Чесапікську затоку Атлантичного океану. По річці проходить межа між штатами Вірджинія і Меріленд. Від водоспаду Грейт-Фоллз поблизу міста Вашингтона до впадіння у Чесапікську затоку річка судноплавна.

## Історія
Назва Потомак походить від алгонкінського виразу Patawomke, що означає «лебедина річка». Першими з європейців тут біля 1570 р. побували іспанці. У 1608 р. річку описав і заніс на карту капітан Джон Сміт. Потім тут стали оселятися торговці з Вірджинії. Після утворення Меріленду (1634) річка стала основною транспортною артерією колонії. Під час Громадянської війни по річці проходила північно-східна межа Конфедерації південних штатів. Генерал південців Роберт Лі двічі перетинав Потомак, вторгаючись на територію Півночі.

## Визначні пам'ятки

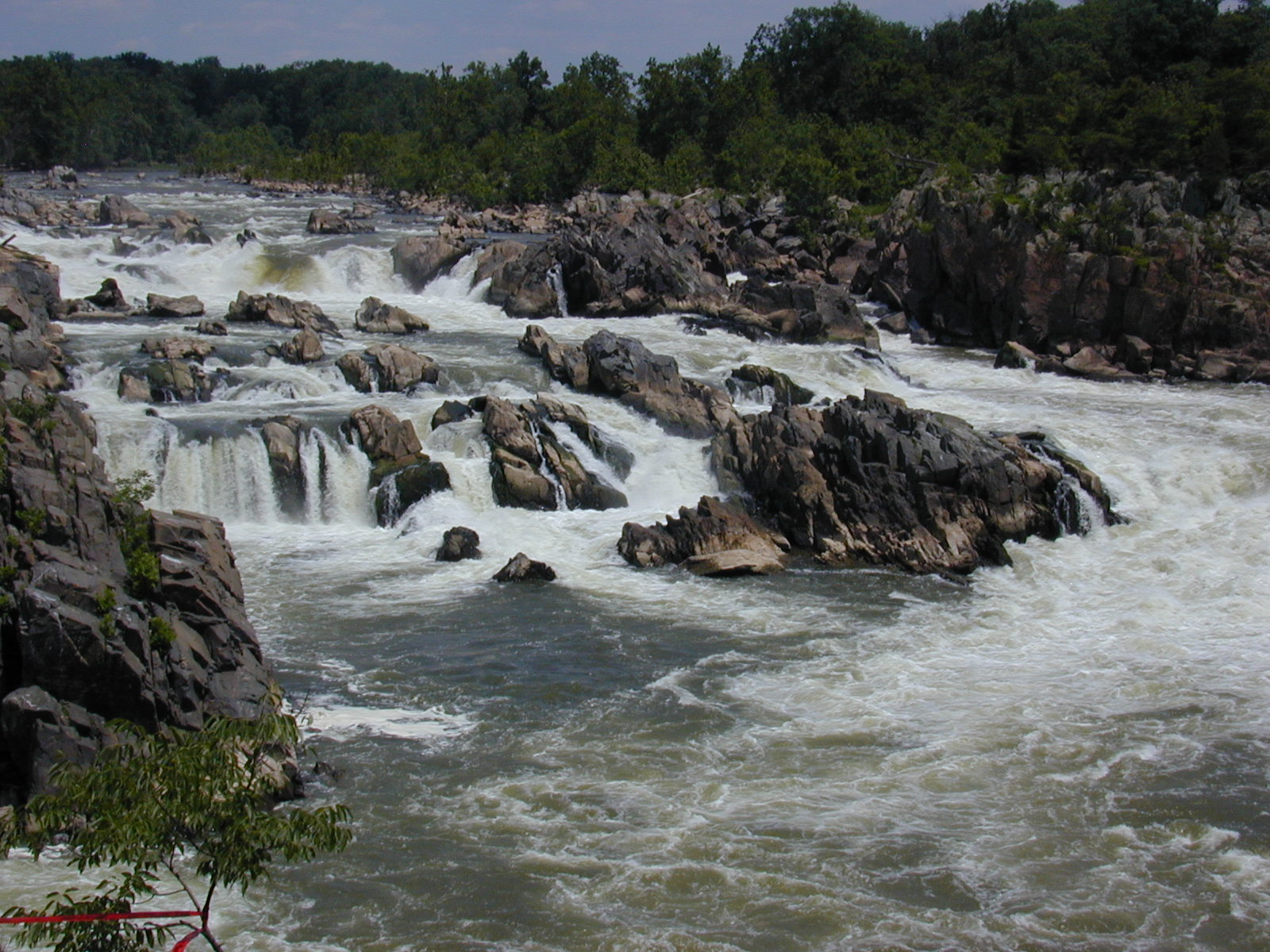
Водоспад Грейт-Фоллз на Потомаку.

На берегах Потомаку, крім столиці США міста Вашингтон, розташовано багато історичних пам'яток, зокрема, колишній маєток Джорджа Вашингтона Маунт-Вернон та Меморіал Джефферсона.